# Graeffea crouanii
Graeffea crouanii är en insektsart som först beskrevs av Le Guillou 1841.  Graeffea crouanii ingår i släktet Graeffea och familjen Phasmatidae. Inga underarter finns listade i Catalogue of Life.